# Rasbo pastorat
Rasbo pastorat är ett pastorat inom Svenska kyrkan i Uppsala kontrakt av Uppsala stift. 
Pastoratet, med pastoratkod 010108, ligger i Uppsala kommun och omfattade före 1972 Rasbo och Rasbokils församlingar för att sedan från 1972 dessutom omfatta Tuna och Stavby församlingar. År 2019 sammanlades Rasbo och Rasbokils församlingar och bildade Rasbo-Rasbokils församling.